# دمینور (ترانه)
"دمینور" (به انگلیسی: Demeanor) آهنگی از پاپ اسموک خواننده رپ آمریکایی و با حضور دوآ لیپا، خوانندهٔ انگلیسی است که در ۲۰ ژوئیه ۲۰۲۱ در قالب‌های رادیویی ریتمیک معاصر در ایالات متحده منتشر شد. این آهنگ توسط این دو هنرمند در کنار دانیل ملزراحی، مایکل گومز، درو دکارو، سارا هادسون و کافی نوشته شده است، در حالی که تولید آن توسط مانترا انجام شده است. سبک "دمینور" آهنگ دیسکو-پاپ و الکتروپاپ، دارای گیتار ریتم، بیس‌لاین، درام ، گروو و فانک در کنار شعرهای ریتمیک است.